# Homestuck
Homestuck (рус. «Застрявшие дома») — один из четырёх веб-комиксов из серии MS Paint Adventures, созданной Эндрю Хасси. Комикс начался 13 апреля 2009 года, он популярен в США, России и других странах, имеет обширную аудиторию и множество фанатов. Повествование по большей части ведётся от второго лица и имитирует игру жанра Interactive fiction. 25 октября 2016 года было выложено обновление, которое замыкает комикс и ведёт на первую страницу.

## Стиль и разработка
На создание Homestuck Эндрю Хасси вдохновили такие культовые видеоигры, как The Sims и EarthBound. Как и в прошлом комиксе Хасси «Problem Sleuth», Homestuck вмещает в себе много путешествий во времени, мистики, имеет сложный выдуманный мир, а также частые отсылки на поп-культуру и предыдущие комиксы Хасси. Но, в отличие от других работ, в Homestuck обыгрываются элементы современного общества, такие как онлайн-игры и киберкультура, тогда как Bard’s Quest и Problem Sleuth имели исторический характер. Кроме этого, важной частью Homestuck являются сложные флеш-анимации и игры, большая часть которых сопровождается оригинальной музыкой. Это шаг вперёд по сравнению с прошлыми комиксами, в которых использовалась только гиф-анимация.
Изначально комикс базировался на принципе интерактивности: почти на каждой странице читателю давалась возможность сделать выбор действия персонажей. Но когда в 2010 году аудитория Homestuck значительно выросла, Хасси отказался от этого метода, назвав его «слишком громоздким и мешающим создавать связанную историю». Но всё-таки, даже сейчас Хасси периодически посещает фан-блоги и форумы в поисках новых идей.
Также существует компьютерная игра Hiveswap — сюжетный спин-офф веб-комикса. Игра дополняет истории некоторых персонажей, однако для её понимания прочтение самого веб-комикса не требуется, так как сюжет игры идёт отдельно от событий, происходивших в комиксе. Всего актов у игры 2.
10 августа на канале VivziePop была анонсирована адаптация. разработкой занимается австралийское подразделение SpindleHorse, а продюсером будет Вивьен Медрано, создательница Отель Хазбин и Аццкий Босс.

### Паузы
В 2013 году Хасси принял решение выложить заключительные главы Homestuck одним обновлением. Период создания финальных глав Хасси назвал «Гигапаузой». По словам Хасси, он принял это решение так как хотел рассказать часть истории нехронологическим способом. С тех пор произошли ещё несколько пауз с разным интервалом.
- «Гигапауза» — 16 октября 2013 — 16 октября 2014 года
- «Минигигапауза» — 19 января 2015 — 16 апреля 2015 года
- «Омегапауза» — 28 марта 2016 — 12 августа 2016 года

## Сюжет
На свой 13-й день рождения мальчик по имени Джон Эгберт получает недавно вышедшую игру под названием SBURB BETA. Работая в паре со своей подругой Роуз Лалонд, он выясняет, что игра позволяет манипулировать реальным миром.
Метеоритный дождь начинает разрушать мир прямо у них на глазах, но игра даёт им возможность избежать своей участи. Джон и Роуз вместе со своими друзьями Дейвом Страйдером и Джейд Харли работают сообща, чтобы избежать апокалипсиса и перейти в новое измерение — Стартосферу. Стартосфера — это отдельная от нашей вселенная, которая включает в себя центральный мир Скайю, планеты Проспит и Дерс, на которых обитают жители светлого и темного королевств, и четыре землеподобные планеты, по одной на каждого из игроков. Светлое и темное королевства борются за господство над Скайей в ее центре — шахматном поле битвы.
Джон, Роуз, Дейв и Джейд медленно изучают свои роли: Наследник Дыхания, Провидица Света, Рыцарь Времени и Ведьма Пространства. Каждый из них должен взяться за своё путешествие и выполнить квесты на своих планетах. Дети узнают, что им нужно пройти семь врат, достигнуть Скайи и остановить Чёрного Короля и Чёрную Королеву, не дав им уничтожить Скайю. Тем временем, Скайя перенаправляет падающие на нее метеоры на Землю, распределяя их по разным моментам времени. Многие из этих метеоров служат причиной появления аномалий, встречавшихся ранее по сюжету. Например, они принесли изгнанников (бывших членов двух королевств) в 2422 год нашей эры, задолго после наступления апокалипсиса для того, чтобы заново населить Землю. Джон достигает лаборатории, находящейся на внешнем астероидном кольце Стартосферы — завесе, где он находит таинственный эктобиологический механизм, и случайным образом способствует созданию младенческих версий как себя и своих друзей, так и их опекунов. Все они были отправлены назад в прошлое во время отсчёта, что и дало начало всей цепи событий.
Также в ходе приключения с игроками в онлайне связываются представители внеземной расы — тролли. Постепенно игроки понимают, что тролли находятся в отдельном игровом сеансе, в параллельной вселенной. Сначала тролли относятся к детям агрессивно, но постепенно неприязнь сменяется дружбой и сотрудничеством. Они поясняют игрокам некоторые игровые моменты, а также вовлекают их в цепь еще более запутанных и глобальных событий.

## Персонажи
Общение персонажей в основном происходит через интернет. Каждый из них имеет свою неповторимую манеру письма (квирк): регистр текста, наличие ошибок, заглавных или удвоенных букв, замена букв на цифры и цвет шрифта. Это играет в комиксе огромную роль, так как одно из главных мест в нём занимают логи из чата.

### Дети
Дети — это восемь главных героев истории. Далее указаны их имена и никнеймы в чате «Достань кореша» («Pesterchum»).
Бета-дети:
1. John Egbert (Джон Эгберт) — ectoBiologist, ghostyTrickster (эктоБиолог, ранее призрачныйШутник)
2. Dave Strider (Дейв Страйдер) — turntechGodhead (виниловыйДемиург)
3. Rose Lalonde (Роуз Лалонд) — tentacleTherapist (тентаклеТерапевт)
4. Jade Harley (Джейд Харли) — gardenGnostic (садоВедунья)

Существуют также пост-скретчевые дети (Альфа-дети, которые являются пост-царапиновыми версиями опекунов бета-детей, в то время, как сами бета-дети являются доцарапиновыми версиями их опекунов) :
1. Jane Crocker (Джейн Крокер) — gutsyGumshoe (бесстрашнаяСыщица)
2. Dirk Strider (Дирк Страйдер) — timaeusTestified (знаменующийТимей)
3. Roxy Lalonde (Рокси Лалонд) — tipsyGnostalgic (хмельнойГностальгик)
4. Jake English (Джейк Инглиш) — golgothasTerror (террорГолгофы)

Всего детей восемь: четверо бета-детей и четверо альфа-детей.

### Тролли
Тролли в Homestuck отличаются от обыкновенных; они являются расой инопланетян с планеты Альтерния, находящейся в другой Вселенной. Всего в комиксе упоминается 36: бета-тролли, их предшественники (анцесторы), и альфа-тролли (данцесторы) — и каждому в отдельно упомянутой группе соответствует определённый знак зодиака, который нарисован на их одежде, но так же существуют и исключения. Их имена и фамилии содержат всего по шесть букв (в оригинальном англоязычном написании, но и в русскоязычном переводе постарались сохранить эту особенность). Главной отличительной чертой троллей являются рога, чёрные волосы, серая кожа и жёлтые белки глаз.
В обществе троллей имеется кастовая система — гемоспектр. У каждого из троллей свой цвет крови, этим же цветом они обычно разукрашивают свой знак на одежде. От цвета крови зависит положение троллей в обществе и их роль и профессия, а также способности и строение тела. Самая низкая каста — бургунди/ржавая, самая высокая - фуксиевая. Всего их 12 (включая истреблённую лаймовую касту). Реже встречаются тролли-мутанты, цвет крови которых находится вне гемоспектра. У каждого из троллей есть лусус (от лат. lusus naturae — ошибка природы), своеобразный воспитатель и наставник. Также, никнеймы у троллей начинаются только на A, C, G, T (в русскоязычном переводе такую особенность не получилось сохранить).
Изначально тролли связываются с детьми, чтобы обвинить их в ошибках, которые те совершат в будущем. Тролли могут общаться с детьми в любой момент их (детей) времени, и в результате временных парадоксов возникает множество дурацких ситуаций.
Связь между детьми и троллями осуществляется посредством интернета. Для детей это чат «ДостаньКореша», для троллей — «Троллиан». Текст, написанный троллями, соответствует цвету их крови. Изначально тролли начинают доставать детей в их чате, чем вызывают негативное отношение к себе. В результате это приводит к сложностям с общением (дети не верят троллям, искренне желающим помочь).
Список троллей и их никнеймы:
Бета-тролли:
1. Karkat Vantas (Каркат Вантас) — carcinoGeneticist (канцероГенетик). Обладатель мутантной конфетно-красной крови.
2. Aradia Megido (Арадия Мегидо) — apocalypseArisen (восставшийАпокалипсис). Представительница ржавой касты (бургунди).
3. Tavros Nitram (Таврос Нитрам) — adiosToreador (адиосТореадор). Представитель бронзовой касты.
4. Sollux Captor (Солукс/Соллукс Каптор) — twinArmageddons (двойнойАрмагеддон). Представитель жёлтой касты.
5. Nepeta Leijon (Непета Лейжон/Лейон) — arsenicCatnip (мышьяковаяМята). Представительница оливковой касты.
6. Kanaya Maryam (Канайя Марьям) — grimAuxiliatrix (мрачныйАссистент). Представительница нефритовой касты.
7. Terezi Pyrope (Терези Пайроп) — gallowsCalibrator (гильотиновыйКалибровщик). Представительница бирюзовой касты.
8. Vriska Serket (Вриска Серкет) — arachnidsGrip (паучьяХватка). Представительница лазурной касты.
9. Equius Zahhak (Эквиус Заххак) — centaursTesticle (кентавроваМошонка). Представитель индиговой касты.
10. Gamzee Makara (Гамзии/Гамзи Макара) — terminallyCapricious (смертельноКапризный). Представитель фиолетовой касты.
11. Eridan Ampora (Эридан Ампора) — caligulasAquarium (калигуловАквариум). Представитель пурпурной касты.
12. Feferi Peixes (Фефери Пейшес) — cuttlefishCuller (коллекционершаКаракатиц). Представительница фуксиевой касты.

Альфа-тролли (данцесторы):
1. Kankri Vantas (Канкри Вантас). Обладатель мутантной конфетно-красной крови.
2. Damara Megido (Дамара Мегидо). Представительница ржавой касты (бургунди).
3. Rufioh Nitram (Руффио/Руфио Нитрам). Представитель бронзовой касты.
4. Mituna Captor (Митуна Каптор). Представитель жёлтой касты.
5. Meulin Leijon (Меулин Лейжон/Лейон). Представительница оливковой касты.
6. Porrim Maryam (Поррим Марьям). Представительница нефритовой касты.
7. Latula Pyrope (Латула Пайроп). Представительница бирюзовой касты.
8. Aranea Serket (Арания/Аранея Серкет). Представительница лазурной касты.
9. Horuss Zahhak (Хорусс Заххак). Представитель индиговой касты.
10. Kurloz Makara (Курлоз Макара). Представитель фиолетовой касты.
11. Cronus Ampora (Кронус Ампора). Представитель пурпурной касты.
12. Meenah Peixes (Миинна/Миина Пейшес). Представительница фуксиевой касты.

Предшественники троллей (анцесторы):
1. The Handmaid (Служанка). Представительница ржавой касты (бургунди).
2. The Summoner (Призыватель). Представитель бронзовой касты.
3. The Psiioniic (Ψииониик\Рулевой). Представитель жёлтой касты.
4. The Signless/The Sufferer (Неклеймёный/Мученик). Обладатель мутантной конфетно-красной крови.
5. The Disciple (Ученица). Представительница оливковой касты.
6. The Dolorosa (Долороза). Представительница нефритовой касты.
7. Neophyte Redglare (Дебютантка Редглэр). Представительница бирюзовой касты.
8. Marquiuse Spinneret Mindfang (Маркиза Спиннерет Майндфэнг). Представительница лазурной касты.
9. The E%ecutor Darkleer/The E%partriate (И%полнитель Дарклиир/Изгнанник). Представитель индиговой касты.
10. The Grand Highblood (Великий Высшекровка). Представитель фиолетовой касты.
11. Orphaner Dualscar (Осиротитель Дуалскар). Представитель пурпурной касты.
12. Her Imperious Condescension/The Condesce (Её Имперская Снисходительность/Снисхождение). Представительница фуксиевой касты.

## Саундтрек
В отличие от других комиксов MSPA, Homestuck имеет собственное музыкальное сопровождение. Каждая страница, помеченная как «[S]», представляет собой флеш-анимацию со своей музыкой. На данный момент саундтрек включает в себя более 20 альбомов, состоящих в основном из треков, которые звучат во флеш-анимациях и их ремиксов. Большая часть музыки написана в стиле чиптюн. Также участвовал небезызвестный Тоби Фокс.

## Фан-сообщество

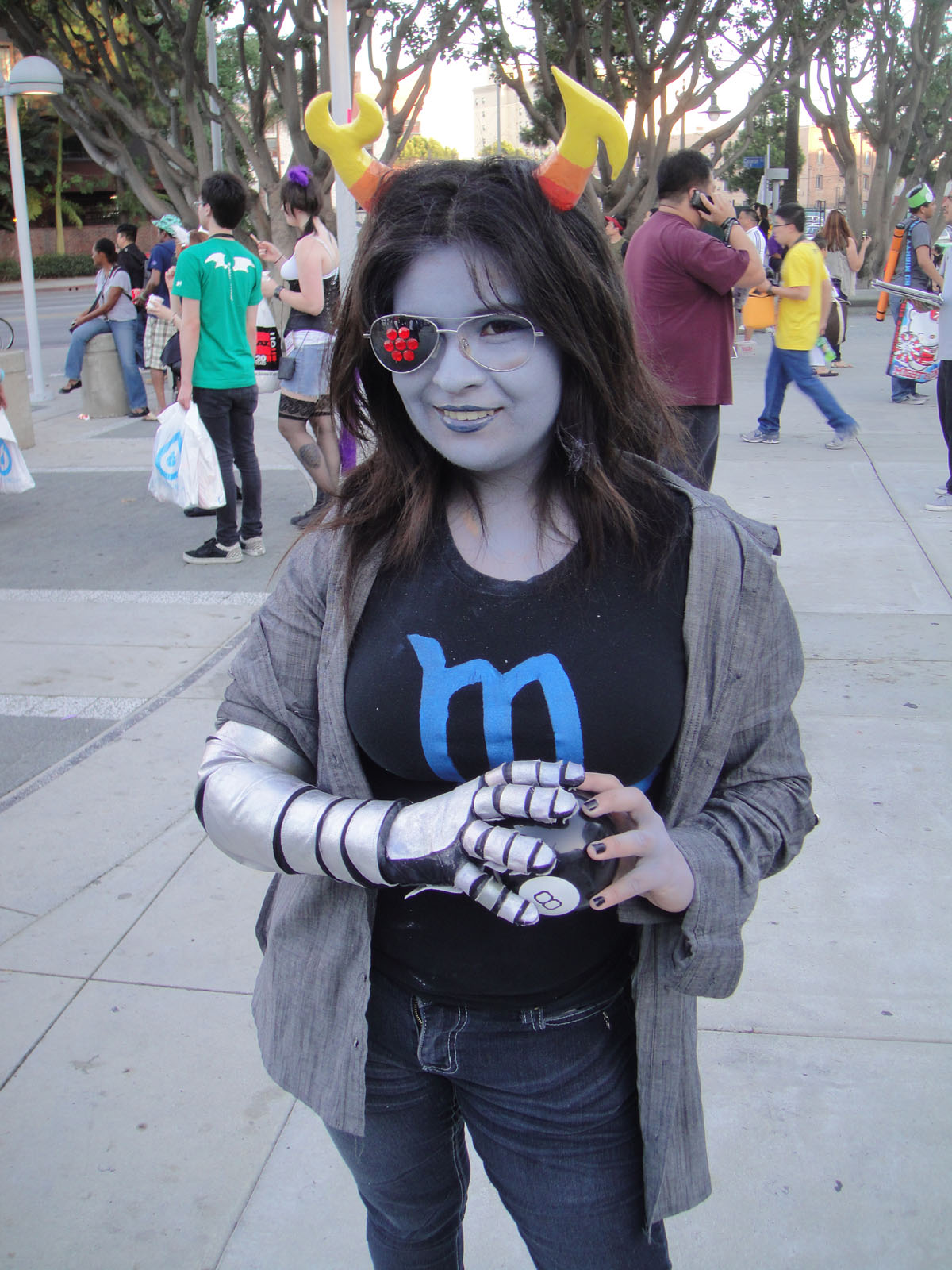
Косплей Вриски

Лорен Рей Орсини описала размеры фэндома Homestuck, аргументируя это тем, что на сайт MS Paint Adventure каждый день приходит «миллион уникальных посетителей». Примером масштабности фан-сообщества Homestuck может служить той факт, что когда Эндрю Хасси загрузил флеш-анимацию «Каскад» на популярный сайт Newgrounds, его серверы рухнули от потока посетителей. Актёр Данте Баско является известным фанатом комикса. Его друзья просили его прочитать Homestuck, утверждая, что там есть персонаж Руфио, которого Баско играл в фильме Капитан Крюк. В результате Баско подружился с Эндрю Хасси, а в Homestuck появился новый персонаж — Руффио, который имеет «характер и стиль письма Баско».
Когда в июле 2012 года было объявлено про временное прекращение обновления комикса, фанаты начали создавать скриншоты выдуманной аниме-версии Homestuck, при этом на некоторых даже были субтитры и логотипы японских телеканалов.
Кроме этого, фанатами был создан собственный вики-ресурс, в котором детально описывались все явления, события, персонажи и всё что касается Homestuck и других комиксов MS Paint Adventures. Доступна также его русскоязычная версия, которая сейчас вмещает более 1000 статей.

## Критика и отзывы
Журналист The Daily Dot Лорен Рей Орсини в интервью с Эндрю Хасси поинтересовался у него, считает ли он, что Homestuck находится под его контролем, несмотря на огромную аудиторию, более чем 5000 страниц и 128 персонажей. Хасси ответил, что сюжет полностью под его контролем, но то, что происходит вокруг комикса, «никогда не было под его контролем».
Канал Idea Channel сравнил Homestuck с Улиссом Джеймса Джойса из-за сложности сюжета и необходимости логического и приемлемого завершения.
Брайан Ли О’Мэлли, создатель серии комиксов Скотт Пилигрим, так отозвался о Homestuck: «Это масштабный пример ловкой и долговременной сериализованой повести. Он прекрасно написан и очень хорошо продуман. Ему есть, что рассказать».